# Sarah Elago
Sarah Jane Elago y Ibáñez (nacida el 18 de octubre de 1989) es una activista y política filipina. Fue elegida como representante de Kabatáan, una lista electoral fundada para representar la juventud filipina, en la Cámara de Representantes por dos términos entre 2016 y 2022. Sirvió también como presidenta nacional de la Unión Nacional de Estudiantes de Filipinas antes de que fuera elegida al Congreso.
Con 26 años en el momento de su entrada a la Cámara se convirtió en la representante más joven en la historia del Congreso, y el miembro más joven durante sus dos términos.

## Biografía
Nació el 18 de octubre de 1989 en Manila. Durante su juventud sufría de la tartamudez y aprendió gestionarla a través de unirse en los clubes de teatro, cantar y leer textos en voz alta.
Se matriculó en la Universidad de Filipinas en Dilimán, desempeñaba por dos años la posición de consejala en el Consejo de Estudiantes y terminando sus estudios con distinción cum laude en la gestión de hoteles, restaurantes e instituciones. También militó en la Unión Nacional de Estudiantes de Filipinas durante su tiempo en la universidad.